# Ratpenat murí
Els ratpenats murins (Murina) són un gènere de ratpenats de la família dels vespertiliònids.

## Taxonomia
El gènere conté les següents espècies:
- M. aenea
- Ratpenat murí dels Annamites (M. annamitica)
- Ratpenat nassut daurat (Murina aurata)
- Murina balaensis
- Murina beelzebub
- Ratpenat murí de Beibeng (M. beibengensis)
- Murina bicolor
- Murina cineracea
- Murina chrysochaetes
- Ratpenat nassut taronja (Murina cyclotis)
- Murina eleryi[2]
- M. fanjingshanensis
- Murina fionae[3]
- Ratpenat nassut de Flores (Murina florium)
- Murina fusca
- Murina gracilis
- Murina guilleni[4]
- Murina harpioloides[5]
- Murina harrisoni
- M. hilgendorfi
- M. hkakaboraziensis
- Ratpenat nassut de Hutton (Murina huttoni)
- Murina jaintiana[6]
- M. kontumensis
- Murina leucogaster
- M. lorelieae
- Ratpenat murí de Medog (M. medogensis)
- Ratpenat murí de Milin (M. milinensis)
- Murina peninsularis[4]
- M. pluvialis[6]
- Ratpenat murí de Taiwan (M. puta)
- Murina recondita
- Ratpenat nassut llustrós (Murina rozendaali)
- Murina ryukyuana
- M. shuipuensis
- Ratpenat nassut japonès (Murina silvatica)
- Murina suilla
- Ratpenat nassut de l'illa Tsushima (Murina tenebrosa)
- Murina tiensa[7]
- Ratpenat nassut vietnamita (Murina tubinaris)
- Ratpenat nassut de l'Ussuri (Murina ussuriensis)
- Murina walstoni
- Ratpenat murí de Yadong (M. yadongensis)
- Murina yushuensis